# 栃木県立岡本台病院
栃木県立岡本台病院（とちぎけんりつおかもとだいびょういん）は、栃木県宇都宮市にある医療機関。栃木県が運営する精神科病院である。

## 診療科
- 精神科
  - アルコール・薬物専門外来

## 沿革
- 1959年 - 開院。
- 1989年 - アルコール診療開始。
- 1993年 - 応急入院指定病院認定。
- 2001年 - 精神科救急の開始。
- 2004年 - 臨床研修指定病院に認定。
- 2005年 - 指定入院医療機関及び指定入院医療機関認定[1]。
- 2022年 - 地方独立行政法人へ移行。

## 認定・指定
- 保険医療機関
- 労災保険指定医療機関
- 指定自立支援医療機関（精神通院医療）
- 臨床研修指定病院
- 精神保健指定医の配置されている医療機関
- 応急入院指定病院
- 生活保護法指定医療機関
- 医療観察法に基づく指定通院医療機関および指定入院医療機関

## 交通アクセス
- JR宇都宮線岡本駅より徒歩15分
- 関東バス「奈坪台団地」行き「金井台中」下車徒歩5分